# ほとりの朔子
『ほとりの朔子』（ほとりのさくこ）は、2013年製作、2014年公開の日本・アメリカ合作映画。
第35回ナント三大陸映画祭グランプリ・金の気球賞＆若い審査員賞受賞。第17回タリン・ブラックナイト映画祭最優秀監督賞受賞。

## キャスト
- 吉野朔子：二階堂ふみ
- 若林海希江：鶴田真由
- 亀田孝史：太賀
- 亀田兎吉：古舘寛治
- 亀田辰子：杉野希妃
- 西田郁夫：大竹直
- 松下知佳：小篠恵奈
- 若林水帆：渡辺真起子
- 敏江：松田弘子
- 尾崎：想田和弘
- 市会議員：志賀廣太郎

## スタッフ
- 監督・脚本・編集・共同プロデューサー：深田晃司
- プロデューサー：杉野希妃
- エグゼクティブプロデューサー：小野光輔、足立誠、宮田三清、奥山和由
- コエグゼクティブプロデューサー：依田康、田中友梨奈、深澤研、深田洋功、疋田賢司、平野昭宏
- アソシエイトプロデューサー：四宮隆史
- 撮影監督：根岸憲一
- 音楽・音響監督：Jo Keita（徐敬太）
- 録音：宋普端、吉方淳二